# Albert-Marie-Auguste Bruneau de Beaumetz
Pour les articles homonymes, voir Beaumetz (homonymie) et Bruneau.
Albert-Marie-Auguste Bruneau de Beaumetz (18 janvier 1759, Douai - 11 septembre 1836, Cambrai) est un homme politique français.

## Biographie
Il fut, sous l'Ancien Régime, avocat général au Parlement de Flandre, puis procureur général près la même cour, enfin conseiller au présidial d'Arras. il est suppléant de la noblesse aux États généraux de 1789 (Gouvernance de Douai).
Il est possible qu'il soit le Bruneau-Beaumetz qui remplace le citoyen Louis Joseph Pilat de Douai, démissionnaire du Conseil général du Nord en 1802-1803.
Le 27 brumaire an XII, il est désigné par le Sénat conservateur pour représenter au Corps législatif le département du Pas-de-Calais. Membre de la Légion d'honneur l'année suivante (14 brumaire an XIII), il soutint les institutions impériales, fut créé chevalier par Napoléon Ier le 28 janvier 1809, et confirmé dans ses fonctions législatives le 2 mai de la même année. Il était président de chambre à la Cour de Douai depuis le 6 avril 1811, lorsque l'arrondissement d'Arras l'envoya (15 mai 1815) siéger à la Chambre des Cent-Jours. Il conserva son siège de magistrat sous la Restauration et termina sa carrière avec le titre de président honoraire.

## Pour approfondir